# Francisco Garrigós
Francisco Garrigós Rosa (Móstoles, 9 de diciembre de 1994), también conocido como Fran Garrigós, es un deportista español que compite en la categoría de -60 kg en judo, campeón mundial en 2023, tricampeón de Europa (2021, 2022 y 2024), y medalla de bronce en los Juegos Olímpicos de París 2024.

## Biografía
Su padre, Francisco Garrigós, trabajó en la construcción hasta la llegada de la crisis de 2008.
Garrigós estudió Ciencias de la Actividad Física y del Deporte en la Universidad Alfonso X el Sabio. Es sargento reservista del Ejército del Aire, tras un periodo de formación en la Base Aérea de Torrejón de Ardoz (Madrid).
Ha participado en tres Juegos Olímpicos de Verano, obteniendo una medalla de bronce en París 2024, el 17.º lugar en Río de Janeiro 2016 y el noveno en Tokio 2020.
Ha ganado dos medallas en el Campeonato Mundial de Judo, bronce en 2021 y oro en 2023, y siete medallas en el Campeonato Europeo de Judo entre los años 2017 y 2024. En los Juegos Europeos de Minsk 2019 obtuvo una medalla de plata en la categoría de –60 kg.

## Palmarés internacional
| Juegos Olímpicos   | Juegos Olímpicos        | Juegos Olímpicos  | Juegos Olímpicos |
| Año                | Lugar                   | Medalla           | Categoría        |
| ------------------ | ----------------------- | ----------------- | ---------------- |
| 2024               | París (Francia)         | Medalla de bronce | –60 kg           |
| Campeonato Mundial |                         |                   |                  |
| Año                | Lugar                   | Medalla           | Categoría        |
| 2021               | Budapest (Hungría)      | Medalla de bronce | –60 kg           |
| 2023               | Doha (Catar)            | Medalla de oro    | –60 kg           |
| Juegos Europeos    |                         |                   |                  |
| Año                | Lugar                   | Medalla           | Categoría        |
| 2019               | Minsk (Bielorrusia)     | Medalla de plata  | –60 kg           |
| Campeonato Europeo |                         |                   |                  |
| Año                | Lugar                   | Medalla           | Categoría        |
| 2017               | Varsovia (Polonia)      | Medalla de bronce | –60 kg           |
| 2019               | Minsk (Bielorrusia)     | Medalla de plata  | –60 kg           |
| 2020               | Praga (República Checa) | Medalla de bronce | –60 kg           |
| 2021               | Lisboa (Portugal)       | Medalla de oro    | –60 kg           |
| 2022               | Sofía (Bulgaria)        | Medalla de oro    | –60 kg           |
| 2023               | Montpellier (Francia)   | Medalla de bronce | –60 kg           |
| 2024               | Zagreb (Croacia)        | Medalla de oro    | –60 kg           |